# Heath Pearce
Heath Pearce (* 13. August 1984 in Modesto, Kalifornien) ist ein ehemaliger US-amerikanischer Fußballspieler. Aktuell ist er Moderator der Sendungen "The Mixer", "KPR" (Kick Power Rankings) und "WTF" (Walk Talk Football) des YouTube-Kanals KICK, der zum englischen Medienhaus Bigballs Media gehört.

## Vereinskarriere
Pearce spielte College-Fußball an der University of Portland (62 Spiele, 8 Tore). Nebenbei spielte er auch für Bradenton Academics in der USL Premier Development League.
Er ist ein schneller, technisch beschlagener Verteidiger. 2005 wechselte er nach Dänemark, wo er beim FC Nordsjælland Stammspieler wurde und 75 Spiele bestritt.
Im Juli 2007 absolvierte er ein Probetraining beim Bundesliga-Aufsteiger Hansa Rostock, der ihn daraufhin unter Vertrag nahm. Er erhielt einen Zwei-Jahres-Vertrag und war nach Paul Caligiuri der zweite US-Amerikaner in der Geschichte des Rostocker Teams. Am ersten Spieltag gab er beim Auswärtsspiel in München sein Debüt für Hansa sowie in der Bundesliga und absolvierte bis zur Winterpause zehn Bundesliga- und zwei DFB-Pokal-Spiele. Im Januar 2008 wurde er von Trainer Frank Pagelsdorf zwischenzeitlich ausgemustert, gehörte jedoch weiterhin zum Kader des Rostocker Bundesligisten und lief ab März 2008 wieder für den F.C. Hansa auf, mit dem er zum Saisonende in die 2. Bundesliga abstieg. Im April 2009 wurde Pearce vom mittlerweile als Trainer fungierenden Andreas Zachhuber erneut suspendiert und der Rostocker Reservemannschaft zugeteilt.
Am 2. September 2009 unterschrieb Pearce einen Vertrag beim türkischen Erstligisten Bursaspor, der aber nur Stunden später aufgrund der abgelaufenen Anmeldefrist beim türkischen Fußballverband seine Gültigkeit verlor. Daraufhin unterzeichnete er einen Vertrag beim amerikanischen MLS-Franchise FC Dallas.
Im Februar 2011 wechselte Heath Pearce dann zum kalifornischen Fußballverein CD Chivas USA, welcher in der Western Conference der MLS spielt. Dort wurde er auf der Position des linken Außenverteidigers eingesetzt.
Im Mai 2012 wechselte er in die Eastern Conference zu New York Red Bulls, wo er in den Saisons 2012 und 2013 insgesamt 33 Mal zum Einsatz kam und dabei zwei Tore erzielten konnte. Vor Beginn der Saison 2014 wechselte Pearce zum Ligakonkurrenten Montreal Impact, wo er 23 Mal zum Einsatz kam. Pearce wurde beim MLS Expansion Draft im Dezember 2014 von Orlando City ausgewählt. Zu einer finalen Verpflichtung kam es allerdings nicht.
Pearce unterzeichnete am 29. Januar 2015 einen Vertrag bis zum 30. Juni 2015 bei dem schwedischen Erstligisten IFK Göteborg. In Göteborg kam er allerdings nur für die U-21-Mannschaft in der U21 Allsvenskan Södra und einmal in der Svenska Cupen zum Einsatz.

## Nationalmannschaft
Seit 2005 bestritt Pearce 35 A-Länderspiele für die USA. Sein erstes Spiel machte er im November 2005 gegen Schottland. Für die Fußball-Weltmeisterschaft 2006 wurde er nicht berücksichtigt, nahm aber im Sommer 2007 an der Copa América teil, wo er gegen Kolumbien sein siebtes Länderspiel absolvierte. Beim Zweiten Platz der Nationalmannschaft beim Konföderationen-Pokal 2009 in Südafrika gehörte Pearce ebenfalls zum Kader, kam allerdings nicht zum Einsatz. Er wurde für den erweiterten Kader der USA für die Fußball-Weltmeisterschaft 2010 in Südafrika nominiert, wurde aber von Nationaltrainer Bob Bradley nicht für das endgültige Aufgebot berücksichtigt.
Sein fünfunddreißigstes und bislang letztes Länderspiel absolvierte er am 26. Januar 2012 im Freundschaftsspiel gegen Panama (1:0).